# Alexander Rudnay
Alexander Rudnay de Rudnó et Divékújfalu, né le 4 octobre 1760 à Szentkereszt (Heiligenkreuz) en Hongrie (aujourd'hui Križ nad Váhom en Slovaquie) et mort le 13 septembre 1831 à Esztergom, est un cardinal hongrois de l'Église catholique romaine.

## Biographie
Rudnay fait du travail pastoral dans l'archidiocèse d'Esztergom et y est chanoine et professeur et recteur au séminaire. Il est élu évêque de Transylvanie en 1816 et est promu à l'archidiocèse d'Esztergom en 1819.
Le pape Léon XII le crée cardinal in pectore lors du consistoire du 2 octobre 1826. Sa création est publiée le 15 décembre 1828. Rudnay ne participe pas au conclave de 1829, lors duquel Pie VIII est élu pape, ni au conclave de 1830-1831 (élection de Grégoire XVI). Il est grand défenseur de l'enseignement et de la culture slovaque.